# MUGENUP
株式会社MUGENUP（むげんあっぷ）は、自社開発のクラウドソーシングシステムを通して、国内外のクリエイターに仕事を紹介する企業である。

## 概要
三井住友銀行に勤務していた一岡亮大が、友人らと2011年6月に設立（一岡は既に同社を退職し、経営からも退いている）。2012年には、主軸であるクラウドソーシング事業を開始。日本やアジアを中心とした国内外のクリエイター約17000人が、MUGENUP独自のクラウドソーシングプラットフォームに登録し、ゲーム会社を中心とした、様々な企業とクリエイティブ制作の仕事を行っている。プロジェクト別にクラウド上で登録クリエイターと社内ディレクターがチームをつくり、MUGENUP特有の分業工程別でコンテンツ制作を行っている。2014年に立ち上がったエンターテイメント事業部は、ライブコミュニケーティングアニメーションを開発した。

## 事業内容
- クラウドソーシング事業
- クラウド型制作管理ツール提供事業
- コンテンツ制作及びライセンス・マーチャンダイジング事業

## 沿革
- 2011年6月 - 東京都渋谷区に株式会社MUGENUPを設立
- 2012年3月 - イラストレーターの為のクラウドソーシングサービス「MUGENUP startion」β版を設立[2]
- 2013年3月 - 3DCGクリエイター・アニメーターのためのクラウドソーシングサービス「MUGENUP station for 3D」β版を開始。
- 2014年1月 - みなゲーβ版リリース[3]
- 2014年3月 - 「こちら娘島高等学校ほーそお部」を配信開始（既に配信終了、終了時期は不明）
- 2022年8月25日 - ライトノベルレーベルであるムゲンライトノベルス創刊[4][5]
- 2024年10月15日 - NTTドコモが完全子会社化